# Alphonse Areola
Alphonse Areola (Paris, 27 de fevereiro de 1993), é um futebolista francês de origens filipinas que atua como goleiro. Atualmente defende o West Ham.

## Carreira

### Paris Saint-Germain
Areola terminou a sua formação com o Paris Saint-Germain, depois de jogar por Clairefontaine e Petits Anges. Em julho de 2009, assinou um contrato profissional com o clube parisiense. Estreou pelo Paris Saint-Germain em maio de 2013, entrando no lugar de Salvatore Sirigu aos 48 minutos de uma vitória por 3-1 em casa sobre o Brest. O Paris Saint-Germain, que já havia vencido o título da Ligue 1, bancou a estreia do goleiro como titular na competição, em uma vitória fora de casa por 3-1 contra o Lorient, sendo substituído aos 61 minutos pelo veterano Ronan Le Crom.
Em 23 de julho de 2013, foi emprestado ao Lens para disputar a temporada 2013-14. Pelos Sang et Or, disputou 36 jogos até 2014, quando foi novamente emprestado, desta vez ao Bastia, pelo qual atuou em 40 partidas, Em 17 de junho de 2015, assinou com o clube espanhol Villarreal, também por empréstimo. Pelo Submarino Amarelo, Aréola jogou 37 vezes.

### Real Madrid
Em Agosto de 2019 foi emprestado para o Real Madrid em um acordo de troca com o goleiro Keylor Navas que foi para o Paris Saint-Germain.

## Títulos
Paris Saint-Germain
- Campeonato Francês: 2012–13, 2017–18, 2018–19
- Supercopa da França: 2016, 2017, 2019
- Copa da Liga Francesa: 2016–17, 2017–18
- Copa da França: 2016–17, 2017–18

Real Madrid
- Supercopa da Espanha: 2019–20
- Campeonato Espanhol: 2019–20

West Ham
- Liga Conferência Europa da UEFA: 2022–23

Seleção Francesa
- Copa do Mundo FIFA Sub-20: 2013
- Copa do Mundo: 2018

### Prêmios individuais
- Equipe do torneio do Campeonato Europeu Sub-19 de 2012[6]
- Goleiro do ano da Ligue 2: 2014
- Seleção do ano da Ligue 2: 2014
- Revelação do ano (Eurosport): 2014
- Seleção das revelações da UEFA Champions League em 2016[7]
- Equipe ideal da Liga Conferência da UEFA: 2022–23